# 普缇

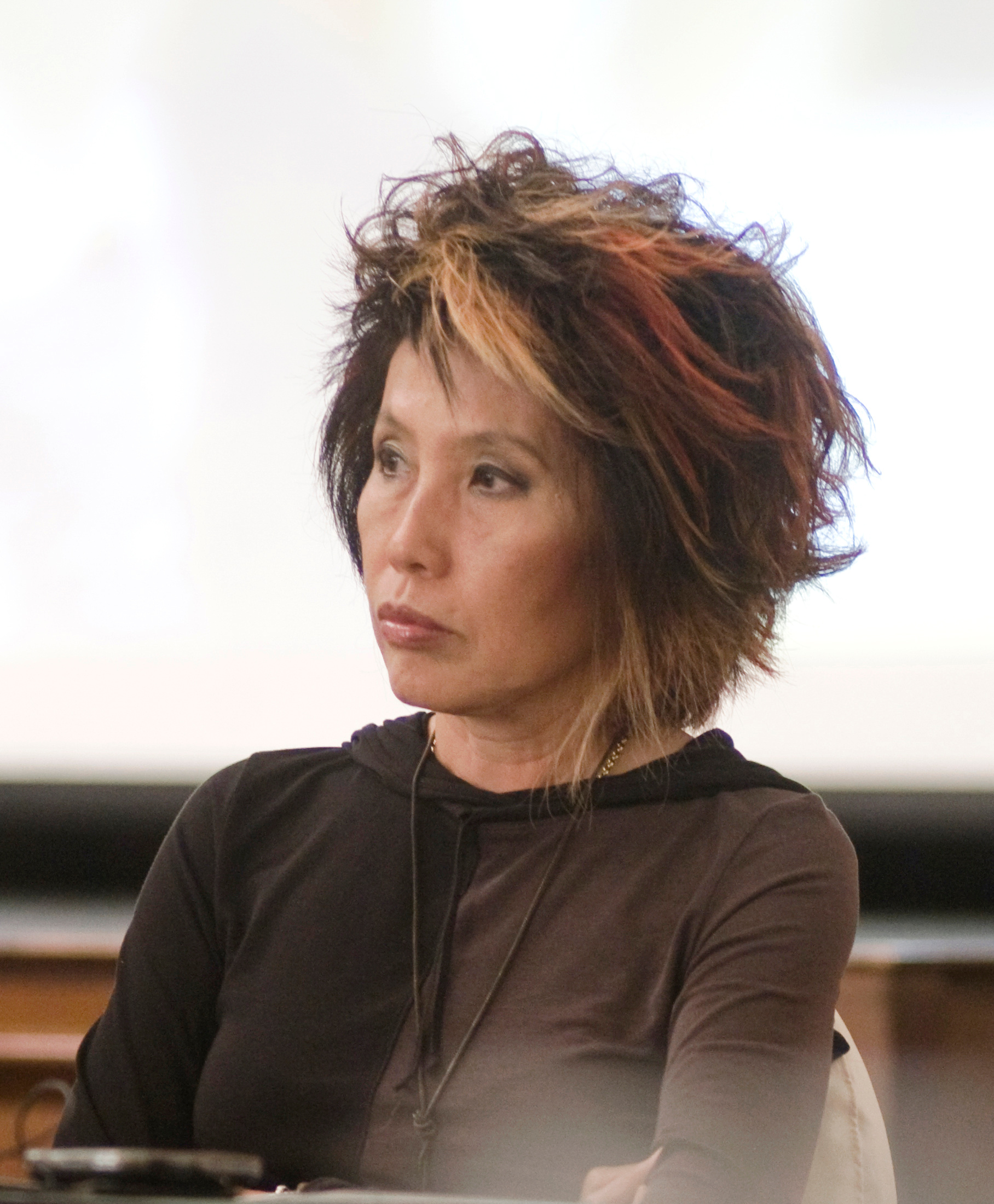
普缇

普缇（1954年12月21日— ）是泰国法医病理学家，曾是參議院议员和医生。她毕业于瑪希敦大學，曾在泰國公共衛生部任職。 她曾參與2004年印度洋大地震遇难者的身份确认。普缇于2003年被授予朱拉隆功勋章。